# فرهنگستان کتیبه‌شناسی و زبان‌های باستانی فرانسه

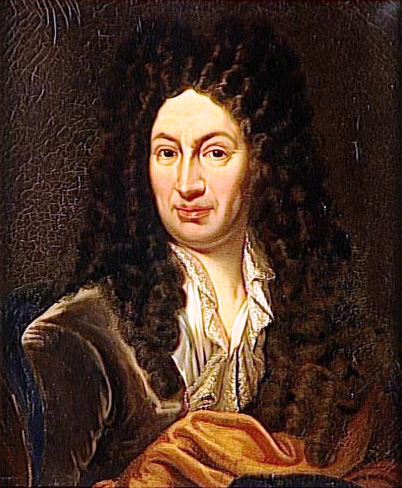
ژان شاپلن، یکی از پنج بنیان‌گذار فرهنگستان

فرهنگستان کتیبه‌شناسی و زبان‌های باستانی فرانسه (به فرانسوی: Académie des Inscriptions et Belles-Lettres) بنیادی دانشگاهی در فرانسه است که در سال ۱۶۶۳ آغاز به کار کرد و اکنون یکی از پنج فرهنگستان تشکیل دهنده بنیاد فرانسه به‌شمار می‌رود.

## تاریخچه
فرهنگستان توسط پنج تن از نامدارترین انسان‌گرایان فرانسوی بنا نهاده شد. ژان شاپلن، فرانسوا شارپنتیه، ژاک کازانی، امبل دو بورزی، ام. دووریه بنیان‌گذاران این نهاد بودند. مسوول برقراری نشست‌های آغازین این فرهنگستان ژان بتیست کلبر، وزیر اقتصاد لوئی چهاردهم، بود. او از دانشمندان زبان‌شناس دعوت کرد تا توصیه‌های آنان دربارهٔ متن‌های نوشته شده به زبان لاتین بر سکه‌ها و شعارهای روی تندیس‌های همگانی و مدال‌های تقسیم شده به افتخار لوئی را بشنود.

## اهداف
بر پایهٔ مرام‌نامهٔ فرهنگستان، این نهاد
 به مطالعهٔ کتیبه‌ها و زبان‌ها و فرهنگ‌های تمدن‌های باستانی، از سده‌های میانی و دورهٔ کلاسیک تا تمدن‌های نااروپایی، می‌پردازد.
علاوه بر فعالیت‌های بسیار در زمینه‌های گوناگون، فرهنگستان کتیبه‌شناسی و زبان‌های باستانی به‌طور ویژه بر تاریخ فرانسه و سرزمین گُل، زبان‌شناسی، و همچنین باستان‌شناسی تمرکز دارد.